# Józef Gabowicz
Józef Mojżesz Gabowicz (ur. 14 lipca 1862 w Kolnie, zm. 14 marca 1939 w Warszawie) – polski rzeźbiarz żydowskiego pochodzenia.

## Życiorys
Syn Henryka i Debory z Weinbergów. Urodził się w Kolnie, ale po śmierci ojca w 1864 razem matką i rodzeństwem zamieszkał w Łomży, a następnie w Tykocinie, gdzie uczył się w żydowskiej szkole dla chłopców. W rodzinie panowała bieda, za namową nauczyciela z gimnazjum, któremu pokazał swoje pierwsze rzeźby, wyruszył pieszo do Warszawy, aby uczyć się sztuki. W stolicy nie znał nikogo, gdy zemdlał w Ogrodzie Saskim zaopiekował się nim lekarz o nazwisku Frenkiel. Zwrócił uwagę na wyrzeźbione figurki, które miał przy sobie chłopak i polecił go znajomemu artyście, który został opiekunem artystycznym Józefa Gabowicza. W tym czasie znalazł się w towarzystwie młodej inteligencji żydowskiej, uzupełniał braki w wykształceniu i uczył się poprawnej polszczyzny, w rodzinnym domu posługiwano się jidysz. Pod wpływem otoczenia stał się zasymilowanym Żydem, obciął pejsy i zmienił sposób ubierania. Nie zaniedbywał ćwiczeń z rzeźby, od lutego 1884 uczęszczał na lekcje do Ludwika Kucharzewskiego, naukę kontynuował u Wojciecha Gersona. 
W 1885 wyjechał do Petersburga, gdzie początkowo był wolnym słuchaczem na Akademii Sztuk Pięknych, a następnie studentem. W 1895 ukończył studia, za wybitne osiągnięcia podczas nauki otrzymał srebrny medal. Z Petersburga wyjechał do Paryża, gdzie pobierał lekcje rzeźby u Gabiela-Jules'a Thomasa i Auguste'a Rodina. W 1901 powrócił do Warszawy i podjął pracę rytownika w odlewni Bracia Łopieńscy, równocześnie rozpoczął współpracę z Żydowskim Towarzystwem Krzewienia Sztuk Pięknych. 
W 1910 rząd Francji odznaczył artystę L'Ordre des Palmes Académiques, była to nagroda za całokształt twórczości. Do 1914 żył dostatnio, aktywnie uczestniczył w życiu artystycznym, wystawiał prace stworzone w czasach paryskich i należał do Warszawskiego Towarzystwa Artystycznego. W 1915 wyjechał do Moskwy, ale po wybuchu rewolucji październikowej powrócił do Warszawy. W tym okresie twórczość Józefa Gabowicza była już niemodna i artysta zaczął żyć w ubóstwie. W 1923 po raz ostatni wystawił swoje prace w jednym z warszawskich antykwariatów. 
Zmarł w zapomnieniu. Duża część prac Józefa Gabowicza uległa zniszczeniu podczas II wojny światowej.

## Twórczość
Józef Gabowicz tworzył rzeźby realistyczne odwołujące się modnego w XIX wieku naturalizmu, były to popiersia i sceny rodzajowe, których sentymentalny charakter przyniósł ich twórcy splendor i międzynarodową sławę. W opiniach krytyków powtarzały się pochwały dla realizmu, nastrojowość i precyzja w oddaniu kształtów.

## Wystawy (wybrane)
Prace Józefa Gabowicza brały udział w wielu wystawach m.in. 1898 w Paryżu (otrzymał odznaczenie Mention honorable), wystawa międzynarodowa w 1900 w Paryżu (brązowy medal), wystawa indywidualna w 1903 w warszawskim Salonie Krywulta, 1905 w Petersburgu, 1907 udział w Salonie Jesiennym na Polach Elizejskich w Paryżu, w 1908 i 1909 w Walker Art Gallery w Liverpoolu), wystawa międzynarodowa w 1910 w Brukseli, 1913 w Kijowie, wystawa w moskiewskim gimnazjum żydowskim w 1915.